# Lista do Patrimônio Mundial nos Países Baixos
A Organização das Nações Unidas para a Educação, a Ciência e a Cultura (UNESCO) propôs um plano de proteção aos bens culturais do mundo, através do Comité sobre a Proteção do Património Mundial Cultural e Natural, aprovado em 1972. Esta é uma lista do Patrimônio Mundial existente nos Países Baixos, especificamente classificada pela UNESCO e elaborada de acordo com dez principais critérios cujos pontos são julgados por especialistas na área. Os Países Baixos, ratificaram a convenção em 26 de agosto de 1992, tornando seus locais históricos elegíveis para inclusão na lista.
Atualmente, os Países Baixos contam com 13 sítios incluídos na lista do Patrimônio Mundial. Nove destes sítios estão localizados no território neerlandês e um deles no país constituinte de Curaçao, no Caribe. Os Países Baixos e Curaçao são ambos países constituintes do Reino dos Países Baixos. Dos sítios inscritos, doze (12) sítios são de interesse Cultural e um (1) de interesse Natural. O primeiro local incluído ao Patrimônio Mundial foi Schokland e Seus Arredores em 1995, enquanto o mais recente foi o sítio Van Nellefabriek em 2014. O sítio Mar de Wadden, além de único de interesse Natural, é também o único compartilhado com outras nações (Alemanha e Dinamarca). 

## Bens culturais e naturais
Os Países Baixos contam atualmente com os seguintes sítios declarados como Patrimônio Mundial pela UNESCO:
| | Schokland e Arredores |
| Bem cultural inscrito em 1995. |                       |
| Localização: Flevoland |                       |
| No século XV, o avanço do mar converteu a península de Schokland em uma ilha. Povoada e paulatinamente abandonada a medida em que as águas a foram inundando, a ilha teve que ser totalmente evacuada em 1859. Devido a dessecação do Zuiderzee, em 1940 passou a fazer parte das terras projetadas ao mar. Este sítio possui vestígios de assentamentos humanos que datam de tempos pré-históricos e é um símbolo da luta secular da população dos Países Baixos contra a invasão do mar. (UNESCO/BPI) |                       |

| | Linha de Defesa de Amesterdão |
| Bem cultural inscrito em 1996. |                               |
| Localização: Holanda do Sul |                               |
| Construída entre 1883 e 1920, a linha defensiva de 135 quilômetros ao redor de Amesterdão é o único exemplo existente de fortificação baseada no controle de água. Desde o século XVI, os habitantes dos Países Baixos têm utilizado seus conhecimentos especializados em engenharia hidráulica com fins defensivos. O centro do país era protegido por uma rede de 45 fortalezas de artilharia, potencializada por inundações temporais provocadas por pôlderes e um sistema complexo de canais e eclusas. (UNESCO/BPI) |                               |

| | Rede de Moinhos de Kinderdijk-Elshout |
| Bem cultural inscrito em 1997. |                                       |
| Localização: Holanda Meridional |                                       |
| A contribuição da população dos Países Baixos ao desenvolvimento das técnicas de drenagem de água é enorme, como demonstram admiravelmente as instalações da região de Kinderdijk–Elshout. As obras hidráulicas de dessecação de terrenos para a agricultura e o assentamento de populações em terras saneadas começaram na Idade Média e prosseguiram sem interrupção até os nossos dias. O sítio compreende todos os elementos característicos da tecnologia de drenagem: diques, embalsamentos, estações de bombeamento, edifícios administrativos e um conjunto de moinhos impecavelmente conservados. (UNESCO/BPI) |                                       |

| | Zona Histórica de Willemstad, Cidade Antiga e Porto, Curaçau |
| Bem cultural inscrito em 1997. |                                                              |
| Localização: Curaçau |                                                              |
| Em 1634, os holandeses estabeleceram uma instalação comercial num belo porto natural da ilha caribenha de Curação. A cidade de Willemstad, criada em torno deste porto, foi crescendo sem cessar nos séculos seguintes. O traçado de seus diferentes bairros históricos reproduz os esquemas europeus de planejamento urbano, ainda que os estilos arquitetônicos de seus edifícios sejam reflexo dos imperantes nos Países Baixos e nas cidades coloniais hispânicas e portuguesas com as quais a cidade mantinha comércio. (UNESCO/BPI) |                                                              |

| | Estação de Bombagem a Vapor de D.F. Wouda |
| Bem cultural inscrito em 1998. |                                           |
| Localização: Frísia |                                           |
| Situada em Lemmer, a estação de bombagem a vapor de Wouda entrou em atividade em 1920. É a maior do mundo entre as que funcionam a vapor e segue em atividade ainda hoje. Constitui a máxima contribuição dos engenheiros e arquitetos holandeses a proteção da população e do solo contra a força natural da água. (UNESCO/BPI) |                                           |

| | Pólder de Beemster |
| Bem cultural inscrito em 1999. |                    |
| Localização: Holanda do Sul |                    |
| O pólder de Beemster data do início do século XVII e é o mais antigo nas terras avançadas sobre o mar nos Países Baixos. Conserva intacta a ordenação territorial de sua paisagem formada por campos, estradas, canais, diques e povoados, aterrados com base nos princípios urbanísticos da Antiguidade e do Renascimento. (UNESCO/BPI) |                    |

| | Casa Rietveld Schröder |
| Bem cultural inscrito em 2000. |                        |
| Localização: Utrecht |                        |
| A construção desta casa em Utrecht foi encarregada ao arquiteto Gerrit Thomas Rietveld sob encomenda de Truus Schröder-Schräder. O interior original, a estruturação flexível do espaço e as características visuais e formais desta pequena residência familiar, construída em 1924, fizeram desta um verdadeiro "manifesto" dos ideais dos artistas e arquitetos holandeses da época pertencentes ao movimento De Stijl. Hoje em dia, se considera uma realização emblemática da arquitetura modernista. (UNESCO/BPI) |                        |

| | Mar de Wadden |
| Bem cultural inscrito em 2009; modificado em 2011; estendido em 2014. |               |
| Localização: Frísia |               |
| Este bem é compartilhado com Alemanha e Dinamarca. |               |
| O Mar de Wadden engloba a Área de Conservação do Mar de Wadden dos Países Baixos e os Parquenas Nacionais de Waddens da Baixa Saxônia e Schleswig-Holstein, na Alemanha. É um ecossistema contemplado por várias zonas úmidas litorâneas relativamente planas resultantes de uma interação completa de fatores físicos e biológicos, que criaram um grande acúmulo de habitats de transição com canais de marés, bancos e barras de areia, pradarias, falésias. O sítio representa 66% do Mar de Wadden e abriga numerosas espécies vegetais e animais, entre as quais contam diversas mamíferas marinhos como a foca comum, a foca cinzenta e marsuínos comuns. Serve anualmente de local de reprodução e invernada de milhões de pássaros, acolhendo cerca de 10% da população de 29 espécies migratórias. Este sítio é um dos últimos grandes ecossistemas da zona intermarés, de onde os processos naturais se seguem desenvolvendo de forma praticamente intacta. (UNESCO/BPI) |               |

| | Zona dos Canais Concêntricos do Século XVII no Interior do Singlegracht em Amesterdão |
| Bem cultural inscrito em 2010. |                                                                                       |
| Localização: Holanda do Sul |                                                                                       |
| O conjunto urbano histórico do bairro dos Canais de Amesterdão é fruto do projeto de construção de uma "nova cidade-portuária" levado a cabo nos fins do século XVI e ao longo do século XVII. Se criou uma rede de canais que rodeava o antigo centro histórico e medieval da cidade e que foi estendido até o canal de Singelracht, a medida em que as fortificações da cidade foram deslocadas terra a dentro. Este projeto de larga duração ampliou a superfície da cidade, drenando as marés com canais traçados em arcos concêntricos e aterrando os intervalos entre eles. Os espaços criados permitiram criar um conjunto urbanístico homogêneo constituído por numerosos monumentos e casas com gabletes. Esta ampliação urbana foi de maior impacto e homogeneidade de sua época. O sítio constitui um exemplo de planificação urbana em grande escala que serviu de modelo arquitetônico de referência no mundo inteiro até o século XIX. (UNESCO/BPI) |                                                                                       |

| | Van Nellefabriek |
| Bem cultural inscrito em 2014. |                  |
| Localização: Holanda do Sul |                  |
| Desenhada e construído nos anos de 1920, nas margens de um canal da zona industrial do pôlder de Spaanse situada no noroeste de Roterdão, a fábrica Van Nelle é uma obra emblemática da arquitetura industrial do século XX. Compreende um conjunto de casas com fachadas de cristal e aço principalmente, construídas de acordo com um sistema arquitetônico de muro cortina. O edifício foi concebido como uma "fábrica ideal" aberto ao mundo exterior, de tal forma que a luz do dia penetrava nela para proporcionar condições de trabalho agradáveis e que os espaços interiores poderiam se adaptar a evolução das necessidades de produção. (UNESCO/BPI) |                  |

| | Planetário Real Eise Eisinga em Franeker |
| Bem cultural inscrito em 2023. |                                          |
| Localização: Frísia |                                          |
| Construída entre 1774 e 1781, esta propriedade é uma escala mecânica móvel do sistema solar como era conhecido até então. Concebido e construído por um cidadão comum - o tecelão de lã Eise Eisinga – o modelo ergue-se desde o teto e parede meridional da antiga sala de estar ou aposento de seu criador. Alimentado por um único relógio pendular, o modelo provê uma imagem realista das posições do sol, da lua, da Terra e de cinco outros planetas (Mercúrio, Vênus, Marte, Júpiter e Saturno). Os planetas revolvem em torno do Sol em tempo real e a distância entre estes é em escala aproximada. O modelo preenche todo o teto do cômodo, tornando-se um dos primeiros predecessores dos planetários dos séculos XX e XXI. (UNESCO/BPI) |                                          |

## Lista indicativa
Além dos sítios inscritos na Lista do Patrimônio Mundial, os Estados-membros podem manter uma lista de sítios que pretendam nomear, sendo somente aceitas candidaturas de locais que já constarem desta lista. Os Países Baixos mantém 6 locais na sua Lista Indicativa.
| “ | O parque é composto por 2.700 hectares de recifes de corais, leitos de capim-marinho e manguezais. É o habitat de mais de 50 variedades de corais pedregosos e mais de 350 espécies de peixes de recife, bem como um ninho de tartarugas marinhas. Os recifes de coral são os menos degradados em todo o Mar do Caribe. | ” |

| “ | Após as Guerras Napoleônicas na Europa, grande parte da população dos Países Baixos ficaram empobrecidas. Para abordar as questões sociais, a Sociedade de Benevolência foi fundada em 1818 e, sob a supervisão de Johannes van den Bosch, construiu sete colônias agrícolas para famílias, órfãos, mendigos e militares aposentados. Essa abordagem foi inovadora com a combinação de educação, saúde e trabalho (forçado) para garantir a autossuficiência das colônias. O sítio provisório é compartilhado com a Bélgica. | ” |

| “ | Semelhante ao sítio Linha de Defesa de Amsterdã, a Linha de água Holandesa é uma linha de defesa militar que usou inundações dos campos para afastar os invasores. Se estende de Fort Naarden a Fort Steurgat no Biesbosch e inclui fortes, casamatas e casas de madeira. | ” |

| “ | Quatro plantations incluídas nesta nomeação (Ascencion, San Juan, Savonet e Knip) demonstram o tipo específico de plantações holandesas operando em um clima tropical seco. Devido ao clima, eles enfrentaram problemas com a gestão da água. Ao contrário de outras plantações no Caribe, estas se concentraram em várias culturas e não apenas açúcar. Eram executadas em regime de trabalho escravo e eram ativas do século XVII ao início do século XX. | ” |

| “ | Os limes alemães protegeram a província romana da Germânia Inferior (Baixa Alemanha), ao longo do rio Reno do Maciço Rhenish até a costa do Mar do Norte. As fortificações foram estabelecidas no final do século I a.C. e permaneceram em uso até a desintegração do Império Romano do Ocidente no início do século V d.C. O site provisório é compartilhado com a Alemanha. Nos Países Baixos, há 26 componentes individuais listados, que incluem restos de fortes, cidades, estradas e outras infraestruturas. Este local provisório é um local distinto das fronteiras existentes do Patrimônio Mundial do Império Romano, que está listado na Alemanha e no Reino Unido e também apresenta locais relacionados aos limões romanos. | ” |